# أحمد طوباسي
أحمد طوباسي ( 1984-) هو فنان ومخرج مسرحي فلسطيني، وُلد ونشأ في مخيم جنين. يشغل حالياً منصب مدير مسرح الحرية في مخيم جنين، حيث يسعى من خلاله إلى تعزيز الثقافة الفلسطينية وتمكين الشباب من استخدام الفن كوسيلة للتعبير عن قضاياهم. 

## النشأة والخلفية
عاش أحمد الطوباسي تجربة الإنتفاضة الأولى بين الأعوام (1987-1993)، والتي كان لها تأثير كبير على وعيه السياسي والوطني. وخلال الإنتفاضة الثانية (2000-2005)، شارك في معركة جنين وهو في السابعة عشرة من عمره، حيث تم اعتقاله عام 2002. خلال فترة اعتقاله التي استمرت أربع سنوات في سجن النقب الصحراوي، اكتشف موهبته في التمثيل حيث كان يقدم عروضًا للسجناء تضمنت تقليد شخصيات من مسلسلات قديمة. وبعد إطلاق سراحه قرر طوباسي تغيير مسار حياته والتوجه إلى الفن والمسرح كوسيلة للمقاومة. بدأ مسيرته الفنية في ظروف صعبة، حيث واجه العديد من العراقيل بسبب صفة الأسير السياسي التي كانت تلاحقه. لكنه قدم أول أعماله المسرحية "وهنا أنا" وهي مسرحية مستوحاة من قصة حياته عُرضت لأول مرة عام 2016 في مدينة نابلس. المسرحية من تأليف الكاتب البريطاني من أصل عراقي حسن عبد الرازق وإخراج البريطانية زوي لافيرتي، وقد نُفذت بأسلوب المونودراما.

## المشاركات والجوائز
شارك الطوباسي في ليون بفرنسا بمهرجان سانس إنتردي، وهو مهرجان مسرحي معروف باستضافة أعمال ذات طابع ملتزم، بمسرحيته وهنا انا والتي عُرضت باللغتين العربية والإنجليزية مع ترجمة فرنسية، وقد عرضت المسرحية في عدة دول، منها إنجلترا وفرنسا، وحظيت بإشادة واسعة من الجمهور داخل وخارج فلسطين. ونالت المسرحية جائزة أفضل عرض ضمن مسابقة المونودراما في الدورة الرابعة لمهرجان شرم الشيخ الدولي للمسرح الشبابي عام 2019.  ونال جائزة أفضل مخرج على مسرحيته الفيل يا ملك الزمان في مهرجان مسرح الشارع الذي تقيمه وزارة الشباب والرياضة العراقية عام 2022.